# ワンナイト・ミラージュ
『ワンナイト・ミラージュ』は宝塚歌劇団によって制作された舞台作品。星組公演。形式名は宝塚が「ショー・スペクタル」、東京が「ショー・スペクタクル」、地方公演・福岡公演が「ショー」。宝塚・東京は24場。作・演出は酒井澄夫。併演作品は宝塚・東京公演が『白夜伝説』、地方・福岡公演が『秋…冬への前奏曲』。

## 公演期間と公演場所
- 1992年
  - 5月15日 - 6月30日　宝塚大劇場[1]
  - 8月2日 - 8月29日　東京宝塚劇場[2]
- 1993年
  - 9月11日 - 9月29日　地方公演[3]（9月11-13日・仙台、15-16日・相模大野、18-19日・市川、21-22日・静岡、24-26日・広島、28-29日・鹿児島）
  - 10月1日 - 10月3日　福岡市民会館[3]

## 解説
※『宝塚歌劇100年史（舞台編）』の宝塚大劇場公演参考。
全てが変わっていく、世をあげて新旧交代の激動の時代・・・。でも変わりゆくということは、そこに新しい誕生、未知なる出逢いがあるということ。喜び、悲しみ、感激、出会い、想い出、好奇心、欲望、潜在意識、運命・・・そして愛、失恋など、人間の持つ不思議な感情、様々な心の思いを表現したショー作品。

## スタッフ（宝塚・東京)
※氏名の後ろに「宝塚」「東京」の文字がなければ両劇場共通。
- 作曲・編曲：寺田瀧雄・吉田優子・高橋城・西村耕次
- 音楽指揮：野村陽児（宝塚）、伊沢一郎（東京）
- 振付：羽山紀代美・朱里みさを・謝珠栄・藍エリナ
- 装置：石濱日出雄・関谷敏昭
- 衣装：静間潮太郎
- 照明：今井直次
- 小道具：万波一重
- 効果：市成秀二
- 音響監督：松永浩志
- 演出補：三木章雄・小池修一郎
- 演出助手：加藤誠
- 装置補：新宮有紀
- 衣装補：有村淳
- 制作：小林公一
- 製作担当：横山美次（東京）

## 主な配役

### 宝塚・東京
※宝塚・東京共通
- スーパー・ミラージュ、吟遊詩人、黒の男、歌うスター - 紫苑ゆう
- ミラージュS、歌手、運命の男、鏡の男 - 麻路さき
- ミラージュS、ジュリエッタ、鏡の女、踊る女S - 白城あやか
- ミラージュS、ショーダンサー、歌手、踊る女S - 洲悠花
- 道化 - 葉山三千子
- 支配人、歌手、カゲソロ - 一樹千尋
- ノワール、歌手 - 夏美よう
- 掃除夫 - 鞠村奈緒
- ダンサー、ノワール、シャドウの男 - 千珠晄・希波千愛
- ノワール、シャドウの男 - 英真なおき
- シャドウの女、エトワール - 出雲綾
- ルージュ - 羽衣蘭・乙原愛
- ルージュ、シャドウの女 - 万里柚美・朋舞花
- ダンサー、ノワール、歌う男 - 稔幸・絵麻緒ゆう
- ダンサー男、夜の美女 - 希佳
- ダンサー男、シャドウの男、歌う男 - 神田智・湖月わたる

### 地方公演・福岡市民会館公演
※地方公演・福岡公演共通。
- スーパー・ミラージュ、Mr.D、悪魔、黒の男、踊る男S - 麻路さき
- ミラージュ女S、淑女、ジュリエッタ、鏡の女、踊る女S - 白城あやか
- ミラージュ女、運命の女、踊る女 - 洲悠花
- ミラージュ男S、歌手、吟遊詩人、踊る男 - 稔幸